# 하이난구

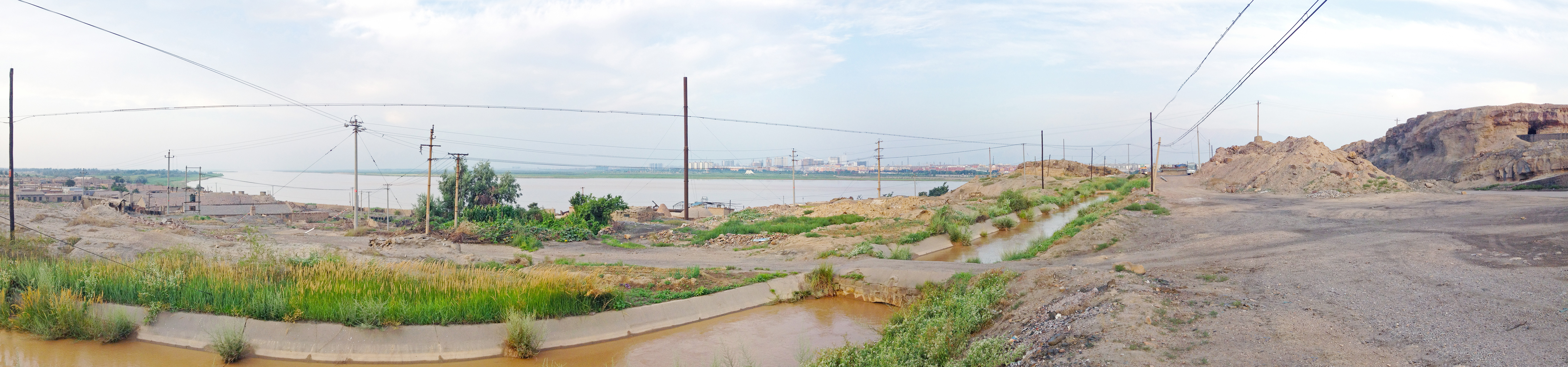

하이난구(한국어: 해남구, 중국어: 海南区, 병음: Hǎinán Qū)는 내몽골 자치구 우하이 시의 현급 행정구역이다. 넓이는 1005km2이고, 인구는 2007년 기준으로 90,000명이다.

## 행정 구역
2개 가도, 3개 진을 관할한다.
- 가도: 拉僧仲街道, 西卓子山街道.
- 진: 公乌素镇, 拉僧庙镇, 巴音陶亥镇.